# Денвер (программа)
Денвер (от сокр. Д.н.w.р или ДНВР — джентльменский набор Web-разработчика) — набор дистрибутивов (локальный сервер WAMP) и программная оболочка, предназначенные для создания и отладки сайтов (веб-приложений, прочего динамического содержимого интернет-страниц) на локальном ПК (без необходимости подключения к сети Интернет) под управлением ОС Windows.

## Группа разработчиков
- Дмитрий Котеров — автор, известен также как автор популярного самоучителя по PHP и разработчик и сооснователь социальной сети Мой Круг.
- Антон Сущев — ведущий разработчик, модератор форума.
- Михаил Ливач — инженер технической поддержки пользователей, разработчик.

## История
В 1999 году Дмитрий Котеров написал статью «Apache + Perl + PHP3 + MySQL для Windows 95/98: руководство по установке». Как он рассказывает в своём интервью, отвечая на письма читателей, он задумался над автоматизацией процесса. Так появился «джентльменский набор web-разработчика (д.н.w.р.)». Поначалу это был просто zip-архив размером около 1,5 Мбайта, с урезанными версиями Apache, Perl, PHP, MySQL и phpMyAdmin + скриптами на Perl для запуска/остановки компонентов и работы с несколькими виртуальными хостами одновременно. Все компоненты системы уже были сконфигурированы так, чтобы работать только с относительными файловыми путями, вне зависимости от каталога, куда ставится пакет. 15 марта 2002 года вышла первая официальная версия «Denwer», в котором появился простой инсталлятор, который копировал файлы в указанное место и предлагал добавить ярлыки в папку автозагрузки Windows.

## Возможности
Сразу после установки доступен полностью работающий веб-сервер Apache, работающий на локальном компьютере, на котором может работать неограниченное количество сайтов, что очень эффективно для разработки и отладки сценариев PHP без загрузки его файлов на удаленный сервер. Для запуска практически всех утилит «Денвера» используется приложение Run в подкаталоге /denwer (или /etc) корневого каталога установки «Денвера». При запуске создается виртуальный диск (по умолчанию Z:), где хранятся все файлы проектов.
Третья версия поддерживает работу со съемного флеш-накопителя.
Особенностью, отличающей Denwer от других WAMP-дистрибутивов, является автоматическая правка системного файла hosts, являющегося локальным аналогом DNS-сервера, что позволяет обращаться к локальным сайтам, работающим под управлением Денвера, по именам, совпадающим с именем папки, расположенной в каталоге home Денвера.

## Базовый пакет
- Веб-сервер Apache с поддержкой SSI, SSL, mod_rewrite, mod_php.
- Интерпретатор PHP с поддержкой GD, MySQL, SQLite.
- СУБД MySQL с поддержкой транзакций (mysqld-max).
- Система управления виртуальными хостами, основанная на шаблонах.
- Система управления запуском и завершением.
- Панель phpMyAdmin для администрирования СУБД.
- Ядро интерпретатора Perl без стандартных библиотек (поставляются отдельно).
- Эмулятор sendmail и сервера SMTP с поддержкой работы совместно с PHP, Perl, Parser и др.
- Установщик.

## Пакеты расширений
- Полная версия ActivePerl 5.8.
- Интерпретатор PHP версии 5 с полным набором модулей.
- Интерпретатор Python.
- СУБД MS SQL, PostgreSQL или InterBase/FireBird версий 1 и 2.
- Интерпретатор PHP версии 3 или 4.
- Интерпретатор Parser.
- Исправления в CONFIGURATION.

## Лицензирование и распространение
Пакет распространяется как freeware (содержит несколько закрытых .exe-утилит командной строки). Скачивание требует обязательного заполнения анкеты на сайте с указанием e-mail. Это сделано из-за ожидаемого выхода Денвер-4.

## Конкуренты
Последнее обновление проекта Денвер прошло в 2013 году, когда было объявлено о скором выходе Денвер-4, который так и не появился.
На смену удачному проекту в 2014 пришёл Open Server Panel Максима Архипова с более удобным графическим интерфейсом настройки и современными версиями PHP и сопутствующих моделей. В настоящее время Open Server является заменой значительно устаревшего Денвера.